# Кифисья
Кифисья́ (греч. Κηφισιά) — город в Греции, северный пригород Афин. Расположен на Афинской равнине у подножия Пенделикона на высоте 290 метров над уровнем моря, в 13 километрах к северо-востоку от центра Афины, площади Омониас, и в 20 километрах к северо-западу от международного аэропорта «Элефтериос Венизелос». Административный центр одноимённой общины (дима) в периферийной единице Северных Афинах в периферии Аттике. Население 47 332 жителя по переписи 2011 года. Площадь 25,937 квадратного километра. Традиционное поселение.

## История

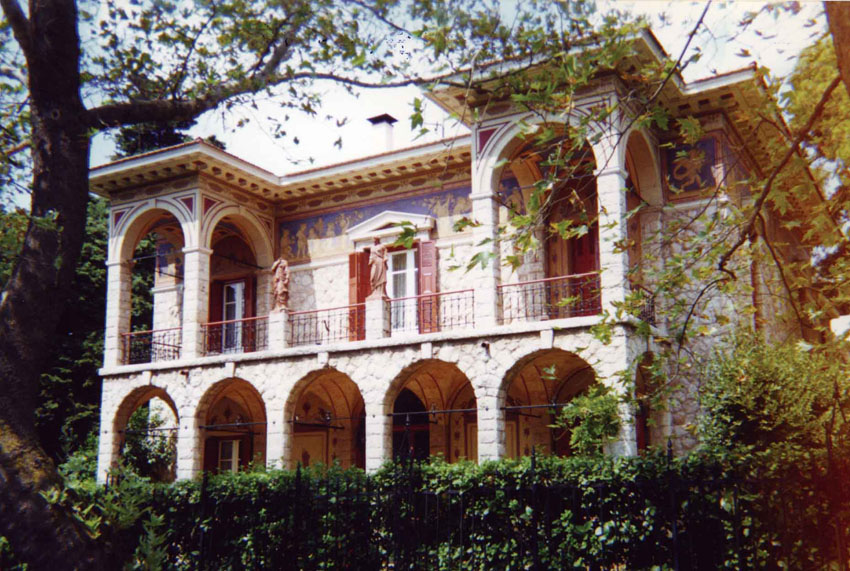
Вилла «Атлантис» (Дом Власто) в Кифисье работы архитектора Эрнста Циллера. Принадлежала греко-американскому издателю Солону Власто.

Здесь находился Кефисия, дем Древних Афин, по административной реформе Клисфена относившийся к филе Эрехтеиде (Ἐρεχθηΐς). Получил название от речного бога Кефиса, давшего также имя реке Кифисосу, чьи истоки находятся здесь. Согласно «Хронике» Аполлодора Афинского из Кефисии родом комедиограф Менандр.
4 февраля 1885 года открыта железнодорожная станция «Кифисья». Кифисья становится популярным курортом. Город был заселён беженцами после малоазийской катастрофы и греко-турецкого обмена населением. В 1925 году создано сообщество Кифисья. В 1942 году создана община (дим). В 1960-е годы здесь поселились египетские греки, сбежавшие после Июльской революции.

## Транспорт
Через Кифисью проходит автострада 1, часть европейского маршрута E75, а также проспект Кифисьяс, часть национальной дороги 83.
10 августа 1957 года станция «Кифисья» открыта вновь на Линии 1 афинского метрополитена, является конечной. На южной окраине Кифисьи находится станция «К. А. Т.», открытая в 1989 году.

## Население
| Год  | Население, человек |
| ---- | ------------------ |
| 1991 | 39 084             |
| 2001 | 45 015             |
| 2011 | ↗ 47 332           |